# Silo de Ávila
El silo de Ávila es un antiguo silo de grano situado en el municipio español de Ávila, en la provincia homónima. Las instalaciones se encuentran situadas cerca de la estación de ferrocarril.

## Historia
Su construcción fue promovida por el Servicio Nacional del Trigo (SNT) dentro de la política del régimen franquista que buscaba crear una red de silos para el almacenamiento de cereales. Entró en servicio en el año 1951 y contaba con una capacidad de almacenamiento de 3.950 toneladas. El silo abulense pasó a manos del Servicio Nacional de Cereales en 1969 y, en 1971, del Servicio Nacional de Productos Agrarios (SENPA). En la actualidad las instalaciones no prestan servicio agrario.

## Características
Se trata de un silo del tipo A, tipología a la cual pertenecía la primera serie de unidades que se construyeron. Su estructura está levantada en hormigón y está compuesto por celdas cuadradas de ladrillo armado. En términos generales, los silos de este tipo suelen tener una altura máxima de 27 metros y poseen elementos ornamentales en su fachada de inspiración historicista. Las instalaciones estaban enlazadas con la red ferroviaria a través de un ramal particular que llegaba a su recinto.